# Aimable Gilles Troude
Aimable Gilles Troude (Cherbourg, 1º giugno 1762 – Brest, 1º febbraio 1824) è stato un ammiraglio francese, distintosi nel corso della guerra d'indipendenza americana e in quello delle guerre napoleoniche. Fu soprannominato da Napoleone I lo "Horace Français".

## Biografia

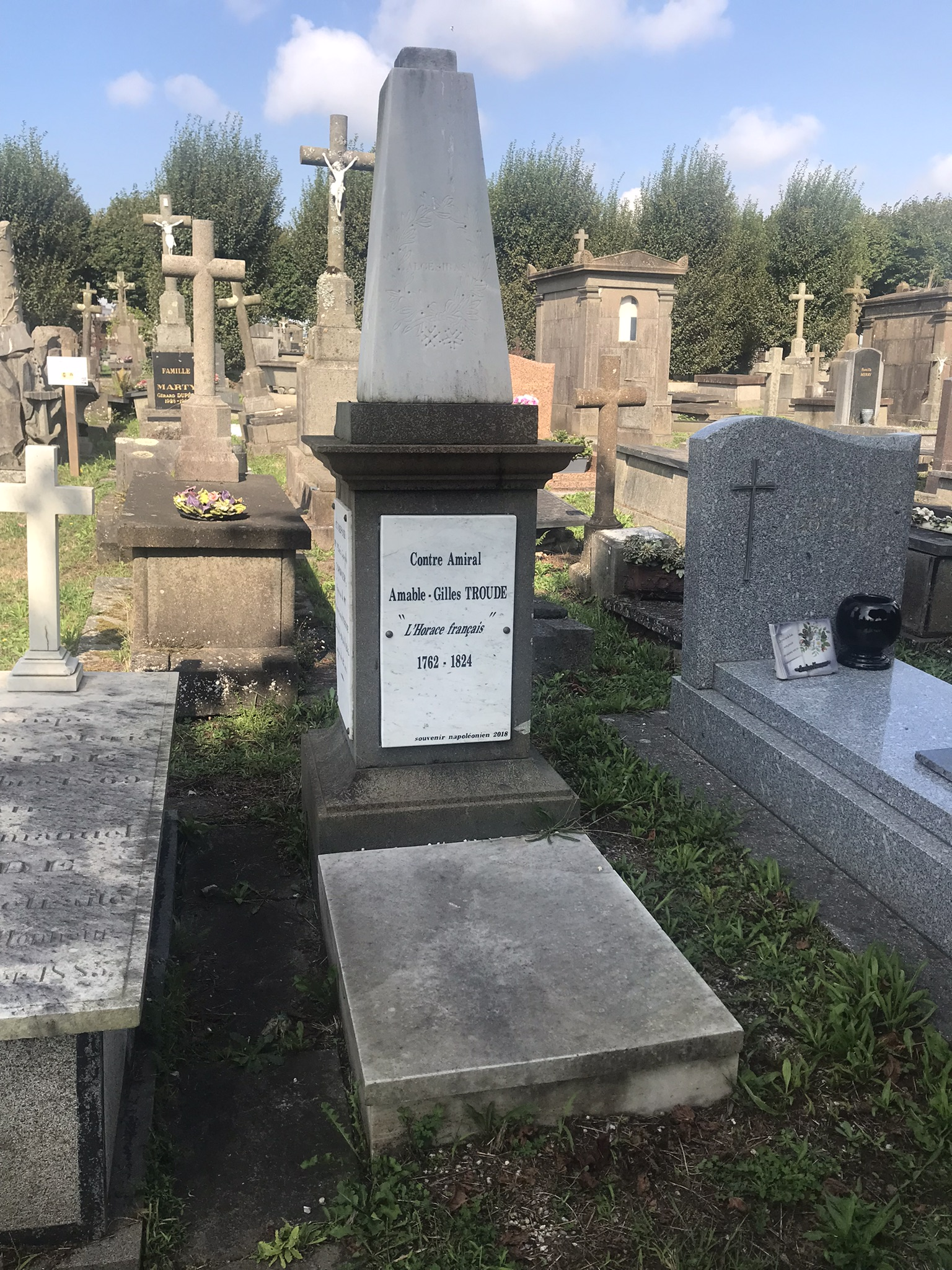
Tomba del contrammiraglio Aimable Gilles Troude nel cimitero di Brest.

Nacque a Cherbourg il 1 giugno 1762, figlio di André Augustin Jacques e di Anne Thérèse Patenotre. Entrò nella marina mercantile nel 1776, imbarcandosi dapprima sulla nave Le Sainte Catherine, che faceva cabotaggio, e poi, nel 1777, sulla Aimable Victor dove effettuò quattordici viaggi.
Trasferito alla Marine royale partecipò alla guerra d'indipendenza americana imbarcandosi a Rochefort sul vascello Pluton, destinato alle operazioni nell'Oceano Atlantico. Nel 1781 passò sul vascello Hercule, operante nelle Antille prima con la squadra navale dell'ammiraglio Luc Urbain du Bouëxic de Guichen, e poi con quella dell'ammiraglio François Joseph Paul de Grasse. Si distinse in quattro combattimenti contro la Royal Navy, tra cui la battaglia delle Saintes e la presa di Santa Lucia e Tobago. Assegnato poi alla fregata Crescent prese parte all'assedio di Gibilterra. Dopo la firma del trattato di Parigi e la fine della guerra ritornò alla marina mercantile, rimanendovi sino al 1792. Divenuto capitano di lungo corso, il 16 gennaio 1793 fu trasferito alla marine nationale come enseigne de vaisseaux, imbarcandosi sul vascello Achille, assegnato alla squadra navale dell'ammiraglio Justin Bonaventure Morard de Galles. A bordo di quest'ultimo partecipò alla Crociera d'inverno, incrociando tra l'isola di Groix e quella di Belle Île dove il vascello rimase danneggiato. A causa del maltempo l'Achille perse l'albero di trinchetto e quello di mezzana, ed egli, gettandosi in mare, nonostante il maltempo e il rigore della stagione, si gettò in mare per tagliare le manovre che trattenevano questi alberi alla nave, gesto che gli valse la promozione a tenente di vascello il 2 luglio 1793. Nel marzo 1794 seguì il capitano Bertrand Keranguen quando quest'ultimo assunse il comando del vascello da 74 cannoni Éole, su cui prese parte alla battaglia del Glorioso Primo di Giugno. Rimase sull Eole per due anni, venendo promosso primo tenente e poi capitano di fregata nel marzo 1796, quando a Rochefort assunse il comando della corvetta Bergère. Durante i tre anni in cui rimase al comando di questa nave effettuò diverse campagne navali nella Caienna, in Brasile e alla Guadalupa. Nel 1799 l'ammiraglio Étienne Eustache Bruix, Ministro della marina, assunse il comando dell'armata navale riunita a Brest lo designò come aiutante di bandiera di uno dei vascelli che fungevano da nave ammiraglia. Arrivato a Brest scoprì che le navi di Bruix avevano preso il mare e rimase per un anno inattivo. Si imbarcò sul vascello Tyrannicide, poi rinominato Desaix, che fece parte della squadra dell'ammiraglio Honoré Ganteaume destinata a portare le truppe di Napoleone Bonaparte in Egitto. Ritornata a Tolone la squadra fu divisa in due divisioni e il Desaix, al comando di Jean Anne Christy de la Pallière, fu assegnato a quella dell'ammiraglio Charles-Alexandre Léon Durand Linois. Le navi, tre vascelli e una fregata salparono a Tolone il 13 giugno 1801, arrivando ad Algeciras il giorno 4 luglio, e il 6 dello stesso mese parteciparono alla prima battaglia di Algeciras contro le navi britanniche, 6 vascelli e una fregata, dell'ammiraglio James Saumarez. Durante la battaglia il capitano del vascello Formidable, Laindet Lalonde, rimase ucciso in azione, e Linois gli affidò il comando del vascello. Il 12 luglio le navi francesi si unirono ai sei vascelli spagnoli dell'ammiraglio Juan Joaquín Moreno de Mondragón y D'Hontlier, e la squadra combinata, il 12-13 luglio impegnò combattimento contro le navi di Saumarez nel corso della seconda battaglia di Algeciras. Durante questo duro combattimento il Formidable  entrò in azione contro il vascello Venerable al comando di Samuel Hood costringendolo ad incagliarsi dopo averne abbattuto gli alberi di mezzana e trinchetto. Lasciato il Venerable al suo destino, il Formidable rientrò a Cadice anch'esso danneggiato, e con il suo capitano ferito alla testa. Ritornato in Francia fu convocato a Parigi dal Ministro della marina Denis Decrès, e presentato al Primo Console come l'Horace français. Fu promosso capitano di vascello il 14 luglio 1801, e nel marzo del 1803 assunse il comando della fregata Infatigable con cui compì una missione di sette mesi a Santo Domingo. Al suo rientrò a Lorient erano riprese le ostilità con la Gran Bretagna, e fu nominato comandante del vascello Suffren appartenente alla squadra navale del contrammiraglio Édouard Thomas Burgues de Missiessy a Rochefort. Nel gennaio 1805 la squadra salpò da Rochefort imbarcando 1.500 uomini di fanteria e un treno d'artiglieria per trasferirli alle Antille, dove si distinse nella cattura della Dominica. Al suo rientro in Francia la squadra passò sotto il comando di Zacharie Allemand, e nel mese di febbraio del 1806 egli fu trasferito al comando della fregata Armide, nave ammiraglia di una divisione di quattro fregate destinate a raggiungere il Capo di Buona Speranza, ma la caduta di questa colonia olandese rese la spedizione inutile. Ritornato a Lorient divenne comandante, alzando la sua insegna sul Courageux,  di una divisione di tre vascelli, tre fregate e due flûte destinate a trasportare dei rinforzi alla Martinica. La divisione salpò, divisa in due tronconi, nel febbraio 1809. Le tre fregate precedettero le altre navi, ma furono inseguite dagli inglesi e andarono ad ancorare a Sables-d'Olonne, dove combatterono contro la squadra dell'ammiraglio Robert Stopford.
Salpato al comando dei tre vascelli e delle due flûte, mentre era in navigazione apprese della caduta della Martinica nelle mani degli inglesi. Prese allora la decisione di trasportare i rinforzi alla Saintes, arrivandovi il giorno 29 e mettendosi a disposizione del governatore della Guadalupa. Poco tempo dopo una divisione britannica agli ordini dell'ammiraglio Thomas Cochrane, forte di cinque vascelli e sette fregate, bloccò la navi francesi in rada. Salpato di notte sottrasse due delle sue navi, i vascelli Courageoux e Polonais al blocco inglese, mentre lo D'Hautpoul fu catturato, arrivando poi a Cherbourg. Nel maggio 1811 Napoleone I visitò Cherbourg e salì a bordo del Courageoux per promuoverlo personalmente al rango di contrammiraglio. Comandò la squadra di Cherbourg fino al 1815, quando il Duca di Berry, in seguito all'abdicazione di Napoleone I, si presentò in porto per invitarlo ad andare in Gran Bretagna e per trasferire il Francia re Luigi XVIII, arrivando a Portsmouth il 15 aprile a bordo del vascello Polonais, subito rinominato Lys. Re luigi XVIII lo ringraziò dell'interessamento, e non potendosi imbarcare sul vascello francese per altre disposizioni già prese lo ringraziò personalmente conferendogli la Croce di Cavaliere dell'Ordine di San Luigi. Messo in posizione di riserva il 1 gennaio 1811, spegnendosi a Brest il 1 febbraio 1824.

### Fonti
1. ↑  Three Decks.
2. 1 2 3 4 5  Hannequin 1835, p. 365.
3. 1 2 3  Mullié 1852, p. 511.
4. 1 2 3 4 5 6 7 8 9 10  Mullié 1852, p. 512.
5. 1 2 3 4 5 6  Hannequin 1835, p. 366.
6. 1 2 3 4 5  Hannequin 1835, p. 367.
7. 1 2 3  Hannequin 1835, p. 368.
8. ↑  Hannequin 1835, pp. 371-372.
9. 1 2  Hannequin 1835, p. 372.
10. 1 2 3 4  Mullié 1852, p. 513.
11. 1 2 3 4  Hannequin 1835, p. 373.
12. 1 2 3 4 5 6 7 8  Mullié 1852, p. 514.
13. 1 2 3 4 5  Hannequin 1835, p. 374.
14. 1 2  Hannequin 1835, p. 375.